# Yala nationalpark

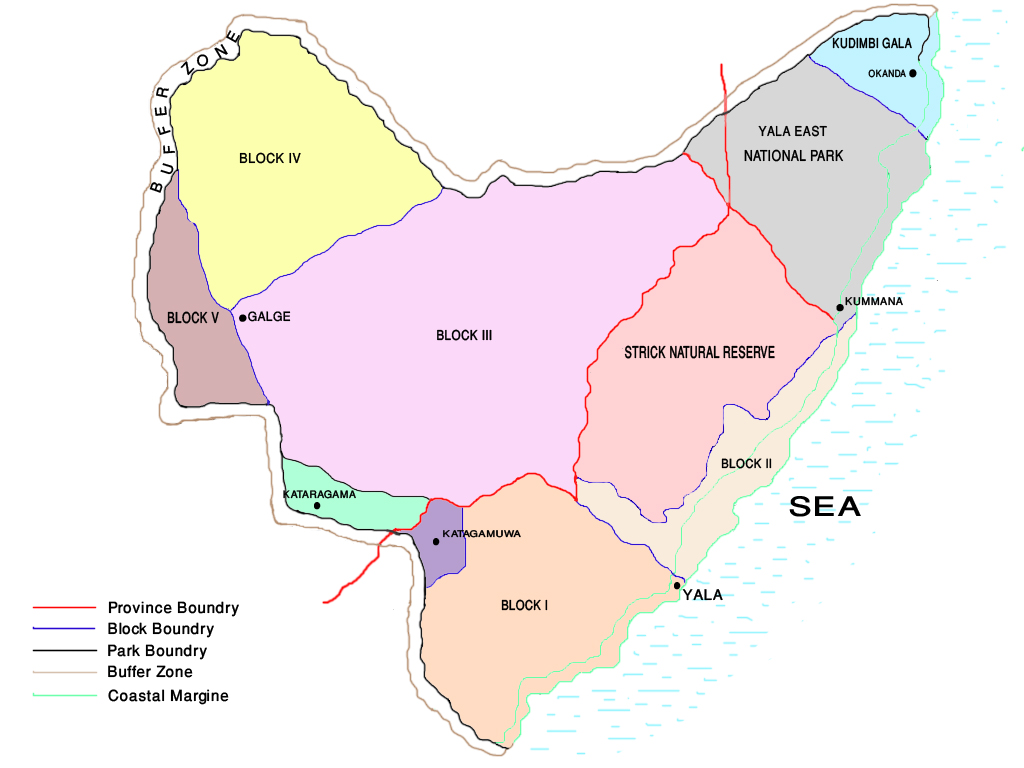

 Yala nationalpark ligger på sydöstra Sri Lanka 25 km, nordost om Tissamaharama i Southern Province och Uvaprovinsen. Yala har en yta på 979 km2. Yala National Park ligger 67 meter över havet. Nationalparken är viktig för bevarandet av den lankesiska elefanten och sjöfågel.

## Historia
År 1900 blev delar av den nuvarande nationalparken ett viltreservat under det brittiska koloniala styret och blev sedan 1938 en av de två första nationalparkerna på Sri Lanka (då Ceylon) med en yta på 141 km2. Detta område kallas nu ibland Block 1 och ibland Ruhuna nationalpark. Parken har sedan dess utökats fyra gånger. Block 2 tillkom 1954 med 99 km2, Block 3  1967 med 407 km2, Block 4 1969 med 264 km2 och Block 5  1973 med 665 km2.
Tsunamin 2004 slog in med stor kraft över nationalparken och orsakade 250 människors död.

## Geografi
Nationalparken är mycket varierad med både slättland och klippor, inland och kustland, vattehål, bäckar och laguner.

## Djurliv
Yala nationalpark är känd för att vara en av de bästa platserna i världen för att se leoparder. Det hävdas att Yala till och med har den högsta leopardtätheten i världen, men den uppgiften står inte oemotsagd. Det som gör Yala ovanligt är inte kanske inte främst leopardtätheten, utan snarare att leoparderna är lätta att se. Den lankesiska leoparden (Panthera pardus kotiya) är en underart av leopard och dessa leoparder är toppredatorer eftersom de saknar konkurrens från lejon och tigrar som försvann på Sri Lanka för tusentals år sedan.
Förutom leopard har Yala ett stort bestånd av lankesisk elefant (Elephas maximus maximus) som är en underart till den asiatiska elefanten. Den lankesiska elefanten är speciell så till vida att det är den största asiatiska elefanten och att mindre än var tionde hanne har betar.
Dessutom finns bland Yalas 44 kända däggdjursarter, läppbjörn, vattenbuffel, vildsvin, axishjort, sambarhjort och guldschakal.

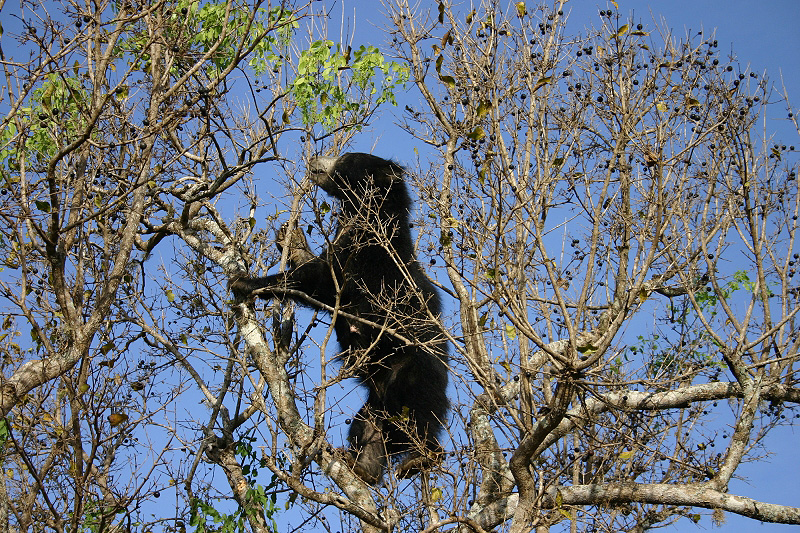
Läppbjörn
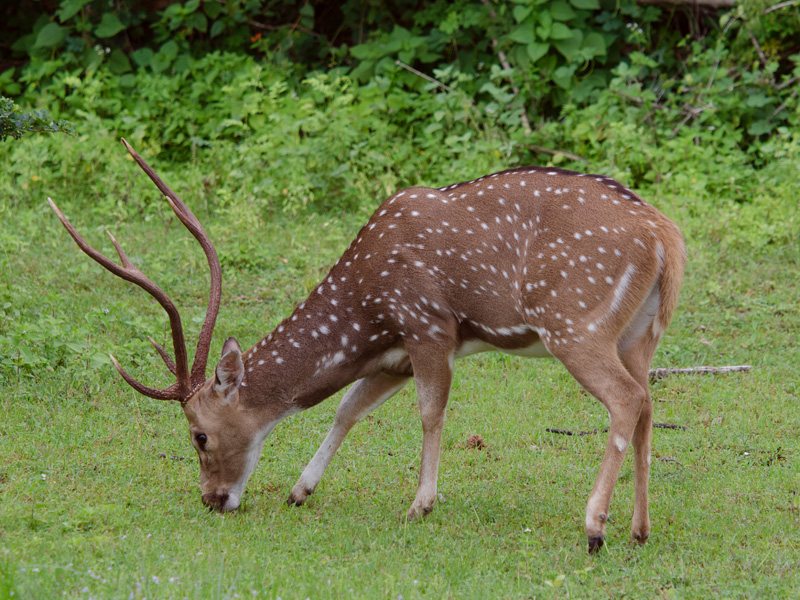
Axishjort
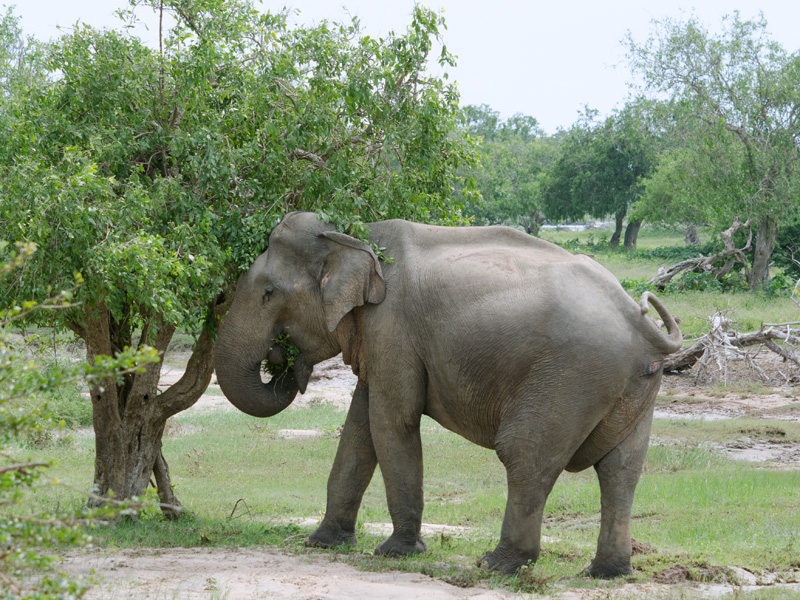
Lankesisk elefant

Yala har ett rikt fågelliv med 215 arter som exempelvis indisk tofsörn, vitbukad havsörn, mindre flamingo, pelikan, skedstorkar, orientalisk ibisstork, svarthalsad stork, gråhäger, purpurhäger och ormhalsfåglar. I parken finns sex endemiska fågelarter: Ceylontoko, Singalesisk bankivahöna, Ceylonduva, Karmosinstrupig barbett (Sri Lanka och sydvästra Indien), Sri Lankabulbyl & Sri Lankatrasttimalia. Under monsunen besöks parkens laguner av flyttande sjöfågel.

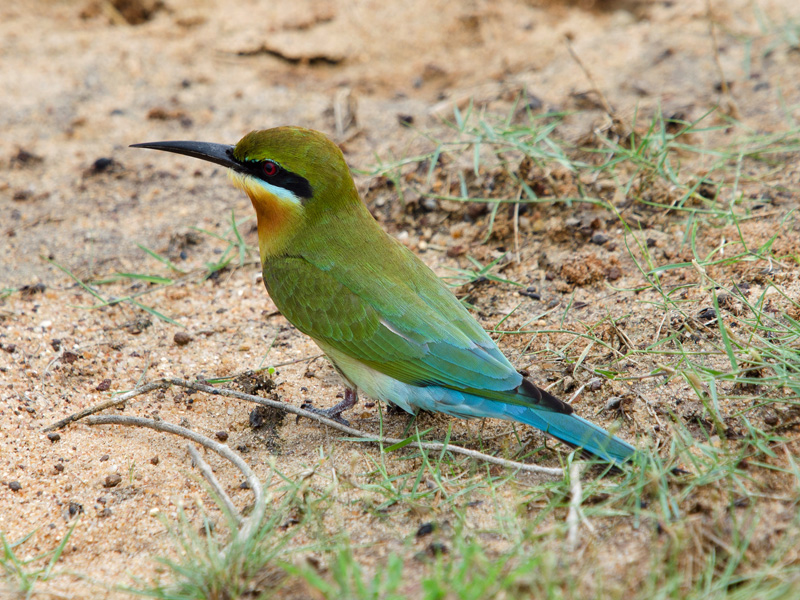
Blåstjärtad biätare
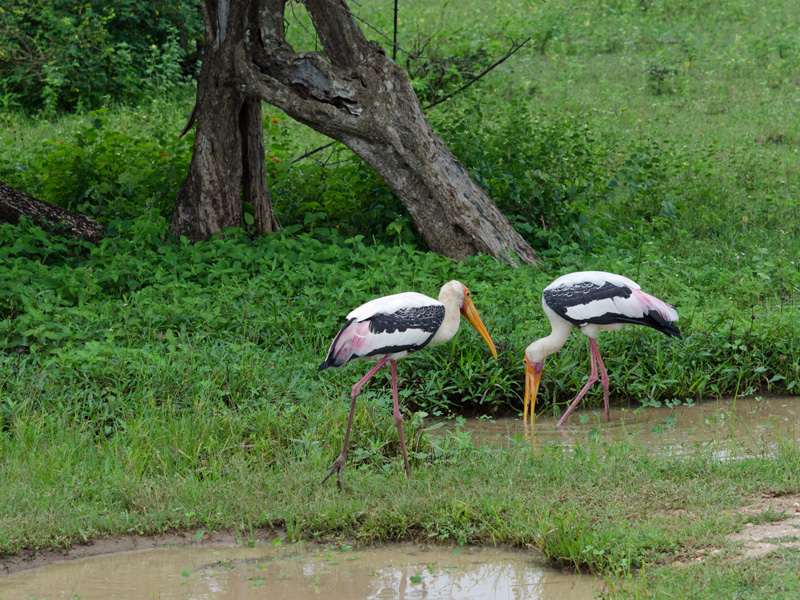
Orientalisk ibisstork
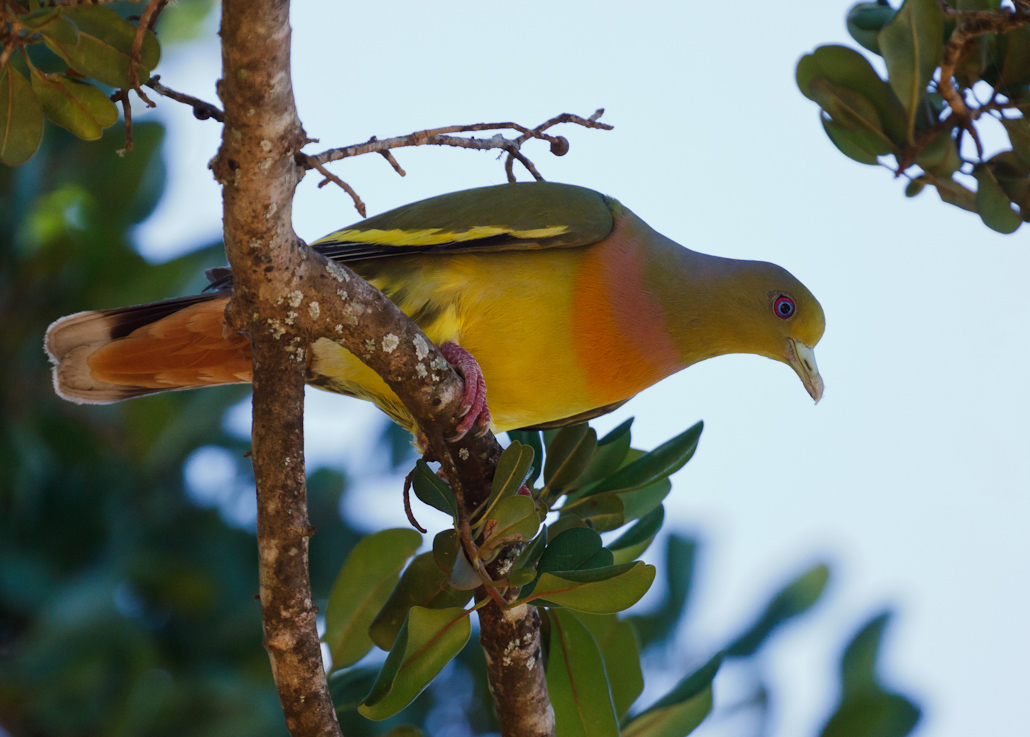
Orangebröstad grönduva

I parken finns också sumpkrokodil och saltvattenkrokodil. Havssköldpaddor lägger sina ägg längst nationalparkens kustlinje.

## Säsong
Torrperioden sträcker sig från maj till augusti, vilket är den bästa tiden att se den lankesiska elefanten. Under monsunen från november till januari besöks parken av flyttfåglar.
Den bästa tiden för att få se leoparder är från januari till juni.

## Kommunikationer
Från Tissamahara är det 20 km bilkörning via Kirinda till Palatupana där entrén till Yala nationalpark ligger. Avståndet mellan Yala och Colombo är 305 km.